# Henri Johan Frans Willem Brugmans

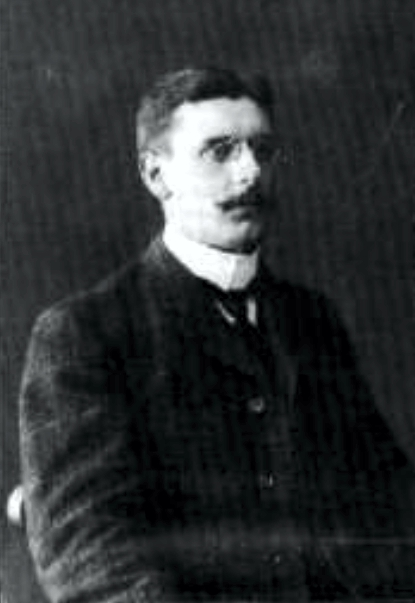

Henri Johan Frans Willem (H.J.F.W.) Brugmans (Laken (België), 5 juni 1884 - Groningen, 21 februari 1961) was een Belgisch filosoof, psycholoog en hoogleraar aan de Rijksuniversiteit Groningen. Samen met Jacob Luning Prak en Jac. Waldendorp behoort hij tot de wegbereiders van de psychodiagnostiek in Nederland.
Brugmans promoveerde in 1913 aan de Rijksuniversiteit Groningen bij Gerard Heymans op het proefschrift De waarheidstheorie van William James. Hierna begon hij hier als privaatdocent in de wijsbegeerte, met op 18 juni 1913 de rede Iets over immanente philosophie, haar ontstaanswijze en haar waarheidsbegrip. In 1919 volgde zijn aanstelling als lector in de pedagogiek, waarbij hij op 27 september 1919 de openbare les gaf getiteld Empirische en normatieve paedagogiek. Vanaf 1928 tot 1954 was hij in Groningen hoogleraar zielkunde en haar toepassingen, pedagogiek en psychotechniek, waarbij hij voor de zielkunde Gerard Heymans opvolgde (voor Heymans' overige leeropdrachten werd Leo Polak benoemd). In 1954 werd Brugmans opgevolgd door Jan Th. Snijders. De titel van zijn afscheidsrede op 23 oktober 1954 luidt De band tussen psychologie en wijsbegeerte.
In 1920 richtte Brugmans samen met Jacob Luning Prak in Groningen het sociaalpedagogisch instituut de Dr. D. Bosstichting op, waar Brugmans de eerste directeur werd. Dit aan de universiteit gelieerde instituut was een van de eerste adviesbureaus in Nederland voor school- en beroepskeuze-adviezen. In die tijd is Brugmans begonnen om de psychotechniek zowel een maatschappelijke legitimatie als een wetenschappelijke basis te geven.

## Publicaties
- 1913. De waarheidstheorie van "William James": een samenvatting en beoordeeling. Proefschrift. Groningen: M. de Waal.
- 1921. Rede, uitgesproken bij de opening der Dr. D. Bos-stichting te Groningen, op vrijdag 3 december 1920. Groningen: Wolters.
- 1921. Een psychologische analyse van de telefoniste. Met J. Luning Prak. Groningen: Wolters.
- 1922. Psychologische methoden en begrippen. Haarlem: Erven F. Bohn
- 1923. De organisatie van den arbeid: het Taylor-systeem en de psychotechniek. Groningen: Wolters.
- 1926. Een psychotechnisch onderzoek bij de N.V. Machinefabriek Gebr. Stork en Co. Met J. Luning Prak. Groningen: Wolters.
- 1926. Een psychotechnisch onderzoek van assistenten van het Natuurkundig laboratorium der N.V. Philips gloeilampenfabrieken. Met J. Luning Prak. Groningen: Wolters.
- 1927. Om het waarheidsprobleem. Deel 1: Positivistische denkvormen, hun zin en hun tekort. Groningen: Wolters.
- 1938. Gemeenschap. Met H.W.C. Bordewijk. Groningen: Wolters.
- 1946. De Groninger psychologie en de critiek van dr. Meyering. Met een inleiding van Prof.dr. H.J.F.W. Brugmans. G. Heymans & T.T. ten Have. Gerard Heymans met een inleiding van H.J.F.W. Brugmans. Groningen: Wolters.

- Digitale Bibliotheek voor de Nederlandse Letteren: brug069
- Gemeinsame Normdatei: 1225944996
- International Standard Name Identifier: 0000 0000 4694 6521
- Library of Congress Control Number: no2007151470
- Nationale Bibliotheek van Israël: 987009291609805171
- Nederlandse Thesaurus van Auteursnamen: 069435480
- Système universitaire de documentation: 244289786
- Virtual International Authority File: 56406126
- WorldCat: E39PBJdx4gVYXDyr7K8JRyyTpP